# Mano Negra
Mano Negra was een Franse muziekgroep, met als frontman Manu Chao. De band werd opgericht in 1987 door Manu, zijn broer Antoine en hun neef Santiago Casariego. Mano Negra viel pas uiteen rond 1995, hoewel vele leden reeds in 1992 de band verlieten. De band, met name zanger Manu Chao, stond aan de wieg van een nieuw muzikaal genre: "Mestizo".
De band had vooral een grote aanhang vanwege hun extreem levendige concerten. In een erg brede bezetting spelend, werden de nummers met zoveel energie en enthousiasme gespeeld, dat elke zaal onvermijdelijk voor de muziek viel.

## Naam
De naam Mano Negra betekent 'Zwarte Hand' en komt van een anarchistische organisatie in Spanje.

## Line-Up
| Naam | Bijnaam                                                                                          | Instrumenten | Albums | Info |
| Manu Chao Antoine Chao Santiago Casariego Philipe Teboul Daniel Jamet Joseph Dahan Thomas Darnal Pierre Gauthé | Oscar Tramor Tonio Del Borño Santi El Águila Garbancito Roger Cageot Jo Helmut Krumar Krøpöl 1er | Frontman & Gitaar Trompet & Zanger Drums & Zanger Percussie & Zanger Gitaar & Zanger Bas & Zanger Keyboard & Zanger Trombone & Zanger | van Patchanka tot Casa Babylon van Patchanka tot Patchinko van Patchanka tot Patchinko van Puta's Fever tot Patchinko van Puta's Fever tot Patchinko van Puta's Fever tot Patchinko van Puta's Fever tot Casa Babylon van Puta's Fever tot Patchinko | Stichter & Frontman Medestichter & Manu's broer, verliet de band in 1992 Medestichter & Manu's neef, verliet de band in 1993 Verliet de band in 1993 Verliet de band in 1992 Verliet de band in 1993 Verliet met Manu toen de band uiteenviel Verliet de band in 1993 |

## Hits
- "Mala vida"
- "King Kong Five" [enige hit in Nederland - Top 40 1990 - 6e plaats - 9 weken notering]
- "King of Bongo"
- "Pas assez de toi"
- "Santa Maradona"
- "Señor Matanza"
- "Sidi H'Bibi"
- "Out of Time Man"